# Raft
Un raft (in italiano zattera) una qualunque struttura piana per il supporto o il trasporto su acqua. È la tipologia più elementare di design delle barche, caratterizzata dall'assenza di uno scafo. Anche se ci sono diversi tipi di barca che presentano questa definizione, le raft sono solitamente tenute a galla utilizzando qualsiasi combinazione di materiali galleggianti come legno, barili galleggianti o camere d'aria gonfiate, e sono in genere non azionate da un motore.

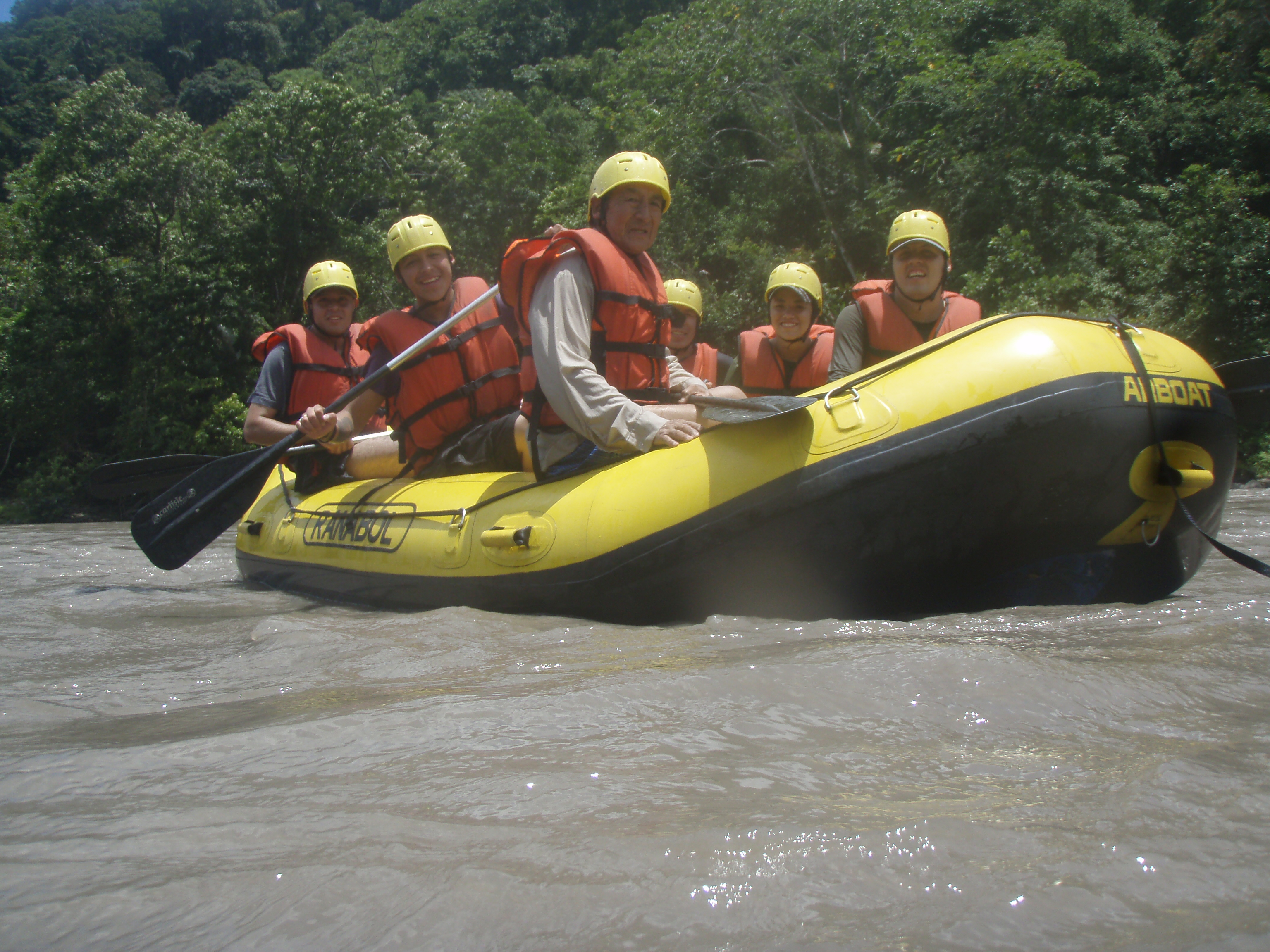
Raft moderno in gomma

## Raft fatte a mano
Le zattere tradizionali o primitive sono costruite in legno o canne. Le zattere moderne possono anche utilizzare pontoni, tamburi, o blocchi di polistirene estruso. Le zattere gonfiabili sono di uso durevole per la sovrapposizione di tessuti gommati. A seconda del suo utilizzo e delle dimensioni, può avere una sovrastruttura, tipo alberi o timoni. Il timber rafting è utilizzato dall'industria di registrazione per il trasporto di tronchi, legandoli insieme a formare zattere o tirandoli giù per il fiume. Questo metodo era molto comune fino alla metà del XX secolo, ma ora è usato solo raramente.

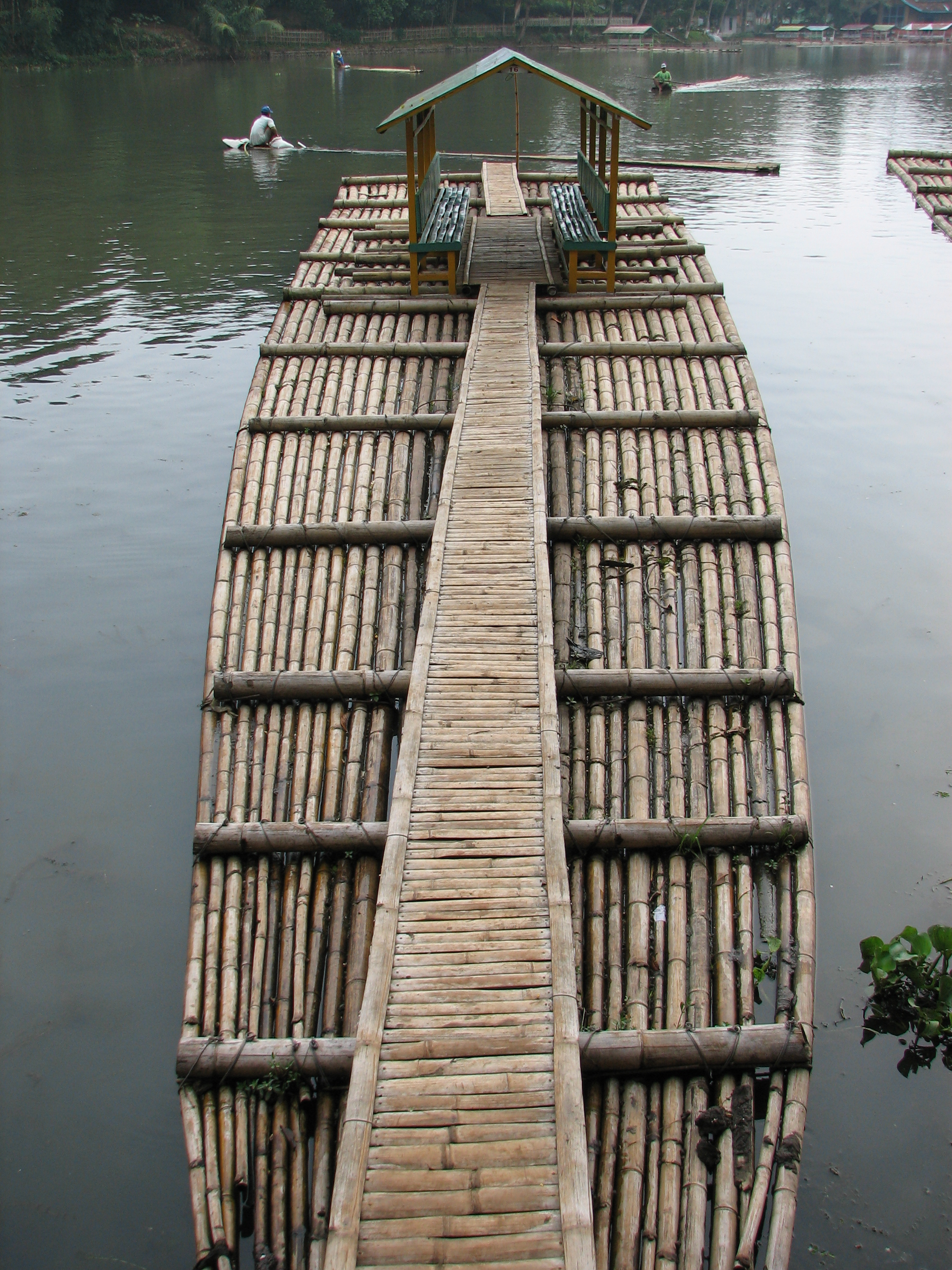
Esempio di raft di bamboo primitivo

## Raft naturali
In biologia, in particolare nel settore della biogeografia, le zattere non costruite dall'uomo sono un concetto importante. Tali zattere costituite da ciuffi arruffati di vegetazione che sono stati spazzati via dalla terra ferma da una tempesta, da uno tsunami, una marea, dei terremoti o eventi simili; in tempi moderni a volte incorporano anche altri tipi di relitti, per esempio contenitori di plastica. Restano a galla per il loro assetto naturale e possono viaggiare per centinaia, addirittura migliaia di miglia e in ultima analisi, sono distrutti dall'azione delle onde e dalla decomposizione, o possono approdare sulla riva.
Questi eventi sono mezzi importanti per la dispersione oceanica per gli animali non volatili. Per i piccoli mammiferi, gli anfibi e i rettili, e per molti invertebrati, le zattere di vegetazione sono spesso l'unico mezzo attraverso il quale si potrebbe raggiungere e - se sono fortunati - colonizzare le isole oceaniche prima che altri veicoli costruiti dall'uomo fornissero un altro modo di trasporto.